# Wásil Táhá
Wásil Táhá (hebrejsky וואסל טאהה, Wa'sil Tah'a, arabsky واصل طه) je izraelský politik a bývalý poslanec Knesetu za stranu Balad.

## Biografie
Narodil se 24. dubna 1952 ve městě Kafr Kana. Vystudoval bakalářský program v oboru blízkovýchodní studia na Haifské univerzitě. Hovoří arabsky a anglicky. Je členem komunity izraelských Arabů.

## Politická dráha
V izraelském parlamentu zasedl poprvé po volbách do Knesetu v roce 2003, ve kterých kandidoval za stranu Balad. Pracoval ve výboru pro jmenování islámských soudců, výboru pro status žen a výboru pro záležitosti vnitra a životního prostředí. Mandát obhájil ve volbách do Knesetu v roce 2006. Po nich se v Knesetu zapojil do práce výboru pro status žen, výboru práce, sociálních věcí a zdravotnictví a výboru pro jmenování islámských soudců.
Voleb do Knesetu v roce 2009 se neúčastnil.